# Arrêt Blanco
L'Arrêt Blanco è una sentenza del Tribunale dei Conflitti francese dell'8 febbraio 1873. Essa è considerata una delle pietre miliari del diritto amministrativo moderno.

## Storia
Una bambina di cinque anni e mezzo, Agnes Blanco, nella strada che separa due magazzini dello stabilimento di Bacalan dell'azienda di manifattura dei tabacchi in Bordeaux, venne investita da un carro delle manifatture e, a seguito del ribaltamento dello stesso, subirà l'amputazione di una gamba. Il padre della bambina inizia, dinanzi al Tribunale civile di Bordeaux, una causa contro i quattro operai, dipendenti del servizio pubblico, che conducevano il carico, ma cita in solido anche lo Stato francese, come civilmente responsabile dell'imprudenza dei suoi dipendenti, allo scopo di ottenere il riconoscimento della responsabilité pour faute e il conseguente risarcimento del danno subito dalla bambina, per un ammontare di quarantamila franchi.
Il prefetto della Gironda, nella veste di rappresentante dello Stato, declina la competenza del Tribunale civile di Bordeaux. Viene sollevato un conflitto di giurisdizione (arrêté de conflit), e la questione è rimessa dinanzi al «Tribunal des conflits».

## Sentenza
Il Tribunale dei conflitti, l'8 febbraio 1873, emette la sentenza stabilendo che:
Il Tribunale dei conflitti afferma dunque che il giudice competente per le controversie in materia di service public (che non va tradotto come "servizio pubblico" ma come "funzione pubblica" o amministrativa) non è il giudice ordinario, bensì il giudice amministrativo.

## Il principio di diritto
Il principio affermato nella sentenza sul caso Blanco stabilisce che esiste un "diritto" che regola i rapporti fra i privati, ed un "diritto speciale" che regola i rapporti fra i privati e lo Stato, il quale contempera gli interessi delle funzioni amministrative e i diritti dei privati. E questo diritto è il diritto amministrativo. Il giudice competente a conoscere delle controversie in materia di diritto amministrativo è il giudice amministrativo e non il giudice ordinario.
Per comprendere il ragionamento del giudice, bisogna leggere le conclusions del Commissaire du gouvernement (altro istituto tipico del diritto francese: nonostante il nome, è un giudice, del tutto indipendente dal governo; non è né un pubblico ministero, né un relatore; esamina la questione ed espone il suo punto di vista in termini giuridici).
Ora, il Commissaire David affermò (nelle sue conclusioni processuali) due cose:
- circa la competenza, David affermò che il principio di non interferenza dei giudici ordinari negli affari amministrativi era un principio costituzionale e andava inteso nel senso che essi fossero radicalmente incompetenti a conoscere tutte le questioni in cui fosse coinvolta una pubblica amministrazione nell'esercizio di un servizio pubblico;
- circa la questione della responsabilità amministrativa, David ritenne che questa non può essere né generale, né assoluta, a causa dell'infinita varietà dei servizi pubblici.

Le conclusioni di David furono condivise dal Tribunale dei conflitti, nonostante fossero molto lontane dall'orientamento della Cassazione francese (secondo cui il giudice civile non poteva interferire quando si trattava di atti amministrativi o di loro omissione) e anche dall'indirizzo giurisprudenziale del Consiglio di Stato, secondo cui il giudice civile non poteva interferire nell'attività amministrativa per dichiarare lo Stato debitore.